# Acide magique
L’acide magique est un superacide de formule HSO3F·SbF5 et de pKa voisin de −20 résultant du mélange équimolaire d'acide fluorosulfurique HSO3F et de pentafluorure d'antimoine SbF5. On l'appelle « magique » en référence au fait que cet acide est suffisamment fort pour protoner les hydrocarbures, ce qui a été spectaculairement illustré par J. Lukas, un chercheur postdoctoral allemand de l'équipe du chimiste américain George A. Olah (prix Nobel de chimie 1994), qui est parvenu à dissoudre une bougie dans ce mélange.

## Propriétés et réactions chimiques
Un mélange HSO3F - SbF5 1:1 conduit à l'espèce chimique HSO3F·SbF5, qui s'ionise presque totalement en H+ et [SbF5OSO2F]− :
HSO3F·SbF5 → H+ + SbF6− + SO3
avec un pKa inférieur à -20 (par comparaison, celui de l'acide sulfurique à 100 % est de l'ordre de -3).
Au contact de l'eau, l'acide magique s'hydrolyse de façon explosive en acide sulfurique H2SO4 et acide fluoroantimonique HSbF6, ce dernier étant le plus fort des superacides connus :
HSO3F·SbF5 + H2O → H2SO4 + HSbF6
Olah et al. ont publié en mai 1968 la conversion du méthane CH4 en carbocation tert-butyle C+(CH3)3 par l'acide magique à 140 °C. La réaction commence par la protonation du méthane en méthanium CH5+, qui se dissocie immédiatement en hydrogène H2 et méthylium CH3+, ce dernier réagissant à son tour avec le méthane restant :
CH4 + H+ → CH5+
CH5+ → H2 + CH3+
CH3+ + 3 CH4 → C+(CH3)3 + 3 H2